# Giorgio Damilano
Giorgio Damilano (Scarnafigi, 6 aprile 1957) è un ex marciatore italiano, campione nazionale della 20 km nel 1979.
È il fratello gemello del marciatore italiano Maurizio Damilano e fratello dell'allenatore Sandro Damilano.

## Biografia
Fu 11º ai Giochi olimpici di Mosca 1980 e vinse il titolo di campione italiano nella marcia 20 km nel 1979. È uno degli allenatori della scuola del cammino di Saluzzo creata nel 2002, la scuola è anche un centro di diffusione del fitwalking e centro di allenamento della marcia.

## Palmarès
| Anno | Manifestazione  | Sede  | Evento       | Risultato | Prestazione | Note |
| ---- | --------------- | ----- | ------------ | --------- | ----------- | ---- |
| 1980 | Giochi olimpici | Mosca | Marcia 20 km | 11º       | 1h33'26"    |      |